# Limonita
La limonita es una mezcla de minerales de la clase IV
(óxidos), según la clasificación de Strunz. Su fórmula general es FeO(OH)·nH2O. No obstante, en la actualidad el término se usa para designar óxidos e hidróxidos masivos de hierro sin identificar que carecen de cristales visibles y tienen raya pardo amarillenta. La limonita es normalmente el mineral goethita, pero puede consistir también en proporciones variables de magnetita, hematites, lepidocrocita, hisingerita, pitticita, jarosita, etc.

## Formación y yacimientos
Es un material muy común en zonas oxidadas con depósitos con minerales de hierro. Se origina por la descomposición de muchos minerales de hierro, especialmente la pirita y la marcasita y la siderita, de las que es frecuente que forme pseudomorfosis.

## Usos
Antaño se extraía el tinte amarillo de este mineral, el llamado ocre. Además es una importante mena del hierro ya que contiene un 58,7% de hierro en estado puro.